# Jarogniew Krüger
Jarogniew Krüger (ur. 23 listopada 1946 w Poznaniu, zm. 7 marca 2019 tamże) – polski żeglarz, nauczyciel wf, olimpijczyk z Moskwy 1980.
Zawodnik Jacht Klubu Wielkopolski od 1962 roku. Żeglował w klasie Finn. W roku 1977 zmienił klasę Finn na Tornado.
Mistrz Polski w klasie Tornado.
Na igrzyskach olimpijskich w 1980 roku w Moskwie wystartował w klasie Tornado (partnerem był: Bogdan Kramer). Polska załoga zajęła 9. miejsce.